# Chizkijáš
Chizkijáš (hebrejsky: חִזְקִיָּהוּ‎, Chizkijahu, nebo חִזְקִיָּה‎, Chizkija, případně יְחִזְקִיָּהוּ‎, Jechizkijahu), v českých překladech Bible přepisováno též jako Ezechjáš či Ezechiáš, byl z Davidovské dynastie v pořadí dvanáctý král samostatného Judského království. Jeho jméno se vykládá jako „Upevnil Hospodin“, případně „Hospodin upevňuje“ nebo „Hospodin upevní“. Moderní historikové a archeologové uvádějí, že vládl asi v letech 727 př. n. l. až 698 př. n. l. Podle kroniky Davida Ganse by však jeho kralování mělo spadat do let 3199–3228 od stvoření světa neboli do let 563–533 před naším letopočtem, což odpovídá 29 letům vlády, jak je uvedeno v Tanachu. Z mimobiblických pramenů se o jeho kralování zmiňují i Sancheríbovy letopisy. Kromě toho v roce 2015 byla na Chrámové hoře v Jeruzalémě nalezena pečeť s Chizkijášovým jménem.

## Život
Chizkijáš byl synem krále Achaze a jeho ženy Abiji. Na judský trůn v Jeruzalémě usedl po smrti svého otce, a sice ve svých 25 letech. Bibličtí pisatelé ho hodnotí jako dobrého a zbožného vládce. Projevil se jako horlivý náboženský reformátor, který pod vlivem proroka Izajáše nechal opravit Jeruzalémský chrám, podporoval opisování posvátných textů a potíral uctívání model. Za jeho vlády byl zničen bronzový had Nechuštán, pocházející z Mojžíšových dob.
Na počátku Chizkijášova panování bylo Izraelské království dobyto Asyřany, ale Judea si uchovala značnou míru samostatnosti – pouze platila mocnému sousedovi tribut. Po smrti krále Sargona II. roku 705 př. n. l. se Chizkijáš pokusil využít oslabení asyrské říše a spojil se proti ní s Egypťany. Nový král Sancheríb poté vtrhl do Judeje, zpustošil zemi a oblehl Jeruzalém. Město se však ubránilo, a to mimo jiné i díky tomu, že Chizkijáš nechal vybudovat tunel zásobující město vodou a opevnění nazývané Široká zeď. Když v asyrském vojenském táboře vypukla epidemie, byl asyrský král nakonec nucen z Judeje odtáhnout.
Někdy v té době Chizkijáš onemocněl smrtelnou nemocí, která jej podle Talmudu postihla proto, že nechtěl mít děti. Chizkijáš měl totiž prý vidění, že jeho syn bude špatný člověk. Svým postojem však porušil jedno ze základních příkazů Tóry, podle níž má muž povinnost zplodit děti a zanechat tak po sobě dědice. Uzdraven byl až po dlouhých a úpěnlivých modlitbách. Skrze proroka Izajáše mu bylo sděleno, že mu Hospodin přidává 15 let života. Asi 2 roky nato Chizkijáš zplodil syna Menašeho.